# Suchedniów
Suchedniów (česky zastarale Suchedňov) je město v Polsku ve Svatokřížském vojvodství v okrese Skarżysko. Název města je odvozen od období suchých dnů. V roce 2024 zde žilo 7 400 obyvatel.

## Historie
První zmínka o obci z roku 1224 se nachází v Kodexu malopolském Kodeks dyplomatyczny małopolski v souvislosti s pobytem knížete Leška I. Bílého na shromáždění v Suchedniówu. Ve vsi byly významné železárny, které roku 1748 výrazně polepšil biskup Ondřej Zaluski (Andrzej Stanisław Kostka Załuski, 1695–1758).
V roce 1962 byla obec povýšena na město. V letech 1975–98 patřilo pod administraci Kieleckého vojvodství.